# Église Saint-Aubin de Fontenay-le-Pesnel
L'église Saint-Aubin de Fontenay-le-Pesnel est une église catholique située à Fontenay-le-Pesnel, en France.

## Localisation
L'église est située dans le département français du Calvados, sur la commune de Fontenay-le-Pesnel.

## Historique
L'édifice date du XIIe, XIIIe et du XIVe siècle. 
La patronage de l'église est donné en 1206 par Juhel III de Mayenne, patron de l'église, à l'Abbaye de Fontaine-Daniel.
La commune, nommée Saint-Aubin-de-Fontenay avant la Révolution française, possédait la particularité d'avoir deux églises paroissiales, l'église Saint-Aubin et l'église Saint-Martin, signalée comme postérieure au XVIe par Arcisse de Caumont et détruite par les combats de la bataille de Normandie en 1944, ne subsistant désormais qu'à l'état de ruines en particulier une partie importante de son clocher.
L'église paroissiale est au temps d'Arcisse de Caumont la seule église Saint-Aubin, avec cependant un usage cultuel ponctuel dans le second édifice. 
L'église est considérée comme romane par Arcisse de Caumont avec des ajouts extérieurs comme une chapelle Saint-Denis fondée en 1346. Des travaux importants semblent avoir eu lieu au XIXe car le site de la commune signale l'édifice comme de ce siècle.
L'édifice est inscrit au titre des monuments historiques le 21 juin 1927.

## Architecture
Arcisse de Caumont considère que la nef est romane et le mur nord le mieux préservé, le chœur étant daté du XIIIe par le même. Cette dernière partie de l'édifice conserve visibles à l'extérieur des arcatures.

### Sources partielles
- Albert Grosse-Duperon et E. Gouvrion, L'Abbaye de Fontaine-Daniel : Étude historique, et le Cartulaire de Fontaine-Daniel, Mayenne, Poiner-Béalu, 1890, 2 vol. in-8 (lire en ligne).